# Heteromycteris proboscideus
Heteromycteris proboscideus är en fiskart som först beskrevs av Paul Chabanaud 1925.  Heteromycteris proboscideus ingår i släktet Heteromycteris och familjen tungefiskar. Inga underarter finns listade i Catalogue of Life.